# لاس فاليراس
بلدية لاس فاليراس (بالإسبانية: Las Valeras)‏، هي إحدى بلديات مقاطعة قونكة إحدى مقاطعات إسبانيا، و التي تقع في منطقة قشتالة لا منتشا وسط البلاد, و المائلة لجهة الشرق من إسبانيا.
يبلغ عدد سكانها 1.634 نسمة وفقاً لإحصائية سنة (2007).